# Гогине
Го́гине — село в Україні, у Вільхуватській сільській громаді Куп'янського району Харківської області. Населення становить 92 осіб. До 2020 орган місцевого самоврядування — Приколотнянська селищна рада.

## Географія
Село Гогине знаходиться за 2 км від селища Приколотне. У селі невелика загата. На відстані 1 км проходить автомобільна дорога Р34. За 2 км залізнична станція Приколотне.

## Історія
12 червня 2020 року, відповідно до розпорядження Кабінету Міністрів України  № 725-р «Про визначення адміністративних центрів та затвердження територій територіальних громад Харківської області», увійшло до складу Вільхуватської сільської громади.
19 липня 2020 року, в результаті адміністративно - територіальної реформи та ліквідації Великобурлуцького району, село увійшло до складу Куп'янського району Харківської області.